# Казаков, Миржан Султанович
Миржан Султанович Казаков (род. 1929 год, Куня-Ургенчский район, Ташаузская область, Туркменская ССР) — агроном колхоза «Большевик» Куня-Ургенчского района Ташаузской области, Туркменская ССР. Герой Социалистического Труда (1966).

## Биография
Родился в 1929 году в крестьянской семье в одном из сельских населённых пунктов Куня-Ургенчского района (сегодня — территория Кёнеургенчского этрапа).
Окончил местную сельскую школу. В годы Великой Отечественной войны трудился рядовым колхозником в местном колхозе «Большевик» Куня-Ургенчского района (с 1968 года — колхоз имени Ашира Какабаева), которым руководил председатель Ашир Какабаев. В послевоенное время возглавлял комсомольско-молодёжное звено. После получения сельскохозяйственного образования трудился агрономом в этом же колхозе.
Применял передовые агротехнические методы в хлопководстве, благодаря чему в колхозе возросла урожайность хлопка. В завершающем году Семилетки (1959—1965) колхоз сдал государству в среднем с каждого гектара по 34,6 центнера хлопка-сырца на площади 1215 гектаров, что было самым большим показателем среди колхозов Ташаузской области. Указом Президиума Верховного Совета СССР от 30 апреля 1966 года удостоен звания Героя Социалистического Труда за «успехи, достигнутые в увеличении производства и заготовок хлопка-сырца» с вручением ордена Ленина и золотой медали «Серп и Молот» (№ 10997).
Проживал в Куня-Ургенчском районе. Дата его смерти не установлена.